# Teddy Swims/Diskografie
Diese Diskografie ist eine Übersicht über die musikalischen Werke des US-amerikanischen Singer-Songwriters Teddy Swims. Den Schallplattenauszeichnungen zufolge hat er bisher mehr als 19,2 Millionen Tonträger verkauft, davon alleine in seiner Heimat mehr als neun Millionen. Seine erfolgreichste Veröffentlichung ist die Single Lose Control mit über 11,6 Millionen verkauften Einheiten.

## Alben

### Studioalben
| Jahr | Titel Musiklabel                                              | Höchstplatzierung, Gesamtwochen, AuszeichnungChartplatzierungen (Jahr, Titel, Musiklabel, Platzierungen, Wochen, Auszeichnungen, Anmerkungen) | Höchstplatzierung, Gesamtwochen, AuszeichnungChartplatzierungen (Jahr, Titel, Musiklabel, Platzierungen, Wochen, Auszeichnungen, Anmerkungen) | Höchstplatzierung, Gesamtwochen, AuszeichnungChartplatzierungen (Jahr, Titel, Musiklabel, Platzierungen, Wochen, Auszeichnungen, Anmerkungen) | Höchstplatzierung, Gesamtwochen, AuszeichnungChartplatzierungen (Jahr, Titel, Musiklabel, Platzierungen, Wochen, Auszeichnungen, Anmerkungen) | Höchstplatzierung, Gesamtwochen, AuszeichnungChartplatzierungen (Jahr, Titel, Musiklabel, Platzierungen, Wochen, Auszeichnungen, Anmerkungen) | Anmerkungen                                                  |
| Jahr | Titel Musiklabel                                              | DE | AT | CH | UK | US | Anmerkungen                                                  |
| ---- | ------------------------------------------------------------- | --- | --- | --- | --- | --- | ------------------------------------------------------------ |
| 2023 | I’ve Tried Everything but Therapy (Part 1) Warner Music (WMG) | DE31 (… Wo.)DE | AT58 (2 Wo.)AT | CH29 (49 Wo.)CH | UK12 Gold · (77 Wo.)UK | US17 Gold · (… Wo.)US | Erstveröffentlichung: 15. September 2023 Verkäufe: + 985.000 |
| 2025 | I’ve Tried Everything but Therapy (Part 2) Warner Music (WMG) | DE7 (12 Wo.)DE | AT9 (2 Wo.)AT | CH6 (15 Wo.)CH | UK2 Silber · (17 Wo.)UK | US4 (… Wo.)US | Erstveröffentlichung: 24. Januar 2025 Verkäufe: + 60.000     |

### Kompilationen
| Jahr | Titel Musiklabel                                                        | Höchstplatzierung, Gesamtwochen, AuszeichnungChartplatzierungen (Jahr, Titel, Musiklabel, Platzierungen, Wochen, Auszeichnungen, Anmerkungen) | Höchstplatzierung, Gesamtwochen, AuszeichnungChartplatzierungen (Jahr, Titel, Musiklabel, Platzierungen, Wochen, Auszeichnungen, Anmerkungen) | Höchstplatzierung, Gesamtwochen, AuszeichnungChartplatzierungen (Jahr, Titel, Musiklabel, Platzierungen, Wochen, Auszeichnungen, Anmerkungen) | Höchstplatzierung, Gesamtwochen, AuszeichnungChartplatzierungen (Jahr, Titel, Musiklabel, Platzierungen, Wochen, Auszeichnungen, Anmerkungen) | Höchstplatzierung, Gesamtwochen, AuszeichnungChartplatzierungen (Jahr, Titel, Musiklabel, Platzierungen, Wochen, Auszeichnungen, Anmerkungen) | Anmerkungen                         |
| Jahr | Titel Musiklabel                                                        | DE | AT | CH | UK | US | Anmerkungen                         |
| ---- | ----------------------------------------------------------------------- | --- | --- | --- | --- | --- | ----------------------------------- |
| 2025 | I’ve Tried Everything but Therapy (Complete Edition) Warner Music (WMG) | — | — | — | UK13 (… Wo.)UK | US18 (1 Wo.)US | Erstveröffentlichung: 27. Juni 2025 |

### EPs
| Jahr | Titel Musiklabel                                                     | Höchstplatzierung, Gesamtwochen, AuszeichnungChartplatzierungen (Jahr, Titel, Musiklabel, Platzierungen, Wochen, Auszeichnungen, Anmerkungen) | Höchstplatzierung, Gesamtwochen, AuszeichnungChartplatzierungen (Jahr, Titel, Musiklabel, Platzierungen, Wochen, Auszeichnungen, Anmerkungen) | Höchstplatzierung, Gesamtwochen, AuszeichnungChartplatzierungen (Jahr, Titel, Musiklabel, Platzierungen, Wochen, Auszeichnungen, Anmerkungen) | Höchstplatzierung, Gesamtwochen, AuszeichnungChartplatzierungen (Jahr, Titel, Musiklabel, Platzierungen, Wochen, Auszeichnungen, Anmerkungen) | Höchstplatzierung, Gesamtwochen, AuszeichnungChartplatzierungen (Jahr, Titel, Musiklabel, Platzierungen, Wochen, Auszeichnungen, Anmerkungen) | Anmerkungen                            |
| Jahr | Titel Musiklabel                                                     | DE | AT | CH | UK | US | Anmerkungen                            |
| ---- | -------------------------------------------------------------------- | --- | --- | --- | --- | --- | -------------------------------------- |
| 2021 | Unlearning Warner Music (WMG)                                        | — | — | — | — | — | Erstveröffentlichung: 21. Mai 2021     |
| 2021 | A Very Teddy Christmas Warner Music (WMG)                            | — | — | — | — | — | Erstveröffentlichung: 15. Oktober 2021 |
| 2022 | Tough Love Warner Music (WMG)                                        | — | — | — | — | US200 (1 Wo.)US | Erstveröffentlichung: 21. Januar 2022  |
| 2022 | Sleep is Exhausting Warner Music (WMG)                               | — | — | — | — | — | Erstveröffentlichung: 4. November 2022 |
| 2024 | I’ve Tried Everything but Therapy (Part 1) – Live Warner Music (WMG) | DE— aDE | AT— aAT | CH— aCH | UK— aUK | US— aUS | Erstveröffentlichung: 19. Januar 2024  |

## Singles

### Als Leadmusiker
| Jahr | Titel Album                                                            | Höchstplatzierung, Gesamtwochen, AuszeichnungChartplatzierungen (Jahr, Titel, Album, Platzierungen, Wochen, Auszeichnungen, Anmerkungen) | Höchstplatzierung, Gesamtwochen, AuszeichnungChartplatzierungen (Jahr, Titel, Album, Platzierungen, Wochen, Auszeichnungen, Anmerkungen) | Höchstplatzierung, Gesamtwochen, AuszeichnungChartplatzierungen (Jahr, Titel, Album, Platzierungen, Wochen, Auszeichnungen, Anmerkungen) | Höchstplatzierung, Gesamtwochen, AuszeichnungChartplatzierungen (Jahr, Titel, Album, Platzierungen, Wochen, Auszeichnungen, Anmerkungen) | Höchstplatzierung, Gesamtwochen, AuszeichnungChartplatzierungen (Jahr, Titel, Album, Platzierungen, Wochen, Auszeichnungen, Anmerkungen) | Anmerkungen                                                                                 |
| Jahr | Titel Album                                                            | DE | AT | CH | UK | US | Anmerkungen                                                                                 |
| ---- | ---------------------------------------------------------------------- | --- | --- | --- | --- | --- | ------------------------------------------------------------------------------------------- |
| 2019 | Someone You Loved –                                                    | — | — | — | — | — | Erstveröffentlichung: 26. Juli 2019 Original: Lewis Capaldi                                 |
| 2019 | Rivers –                                                               | — | — | — | — | — | Erstveröffentlichung: 23. August 2019                                                       |
| 2019 | Night Off –                                                            | — | — | — | — | — | Erstveröffentlichung: 30. August 2019                                                       |
| 2019 | I Can’t Make You Love Me –                                             | — | — | — | — | — | Erstveröffentlichung: 4. Oktober 2019 Original: Bonnie Raitt                                |
| 2020 | Picky –                                                                | — | — | — | — | — | Erstveröffentlichung: 17. Januar 2020                                                       |
| 2020 | Blinding Lights –                                                      | — | — | — | — | — | Erstveröffentlichung: 15. Mai 2020 Original: The Weeknd                                     |
| 2020 | What’s Going On –                                                      | — | — | — | — | — | Erstveröffentlichung: 12. Juni 2020 Original: Marvin Gaye                                   |
| 2020 | You’re Still the One –                                                 | — | — | — | — | — | Erstveröffentlichung: 17. Juli 2020 Original: Shania Twain                                  |
| 2020 | Broke Unlearning                                                       | — | — | — | — | — | Erstveröffentlichung: 28. August 2020                                                       |
| 2020 | Silent Night A Very Teddy Christmas                                    | — | — | — | — | — | Erstveröffentlichung: 14. Deczmber 2020 Original: Traditional – Stille Nacht, heilige Nacht |
| 2021 | My Bad –                                                               | — | — | — | — | — | Erstveröffentlichung: 3. Februar 2021                                                       |
| 2021 | Til I Change Your Mind Unlearning                                      | — | — | — | — | — | Erstveröffentlichung: 26. März 2021                                                         |
| 2021 | Bed on Fire Unlearning                                                 | — | — | — | — | US— GoldUS | Erstveröffentlichung: 23. April 2021 Verkäufe: + 500.000                                    |
| 2021 | Simple Things Tough Love                                               | — | — | — | — | — | Erstveröffentlichung: 1. Oktober 2021                                                       |
| 2021 | Please Turn Green Tough Love                                           | — | — | — | — | — | Erstveröffentlichung: 17. Dezember 2021                                                     |
| 2022 | 911 Tough Love                                                         | — | — | — | — | — | Erstveröffentlichung: 7. Januar 2022                                                        |
| 2022 | Amazing Tough Love                                                     | — | — | — | — | — | Erstveröffentlichung: 11. Februar 2022                                                      |
| 2022 | Dose Sleep Is Exhausting                                               | — | — | — | — | — | Erstveröffentlichung: 15. April 2022                                                        |
| 2022 | 2 Moods Sleep Is Exhausting                                            | — | — | — | — | — | Erstveröffentlichung: 10. Juni 2022                                                         |
| 2022 | Don’t Stop Believin’ –                                                 | — | — | — | — | — | Erstveröffentlichung: 24. August 2022 Original: Journey                                     |
| 2022 | Someone Who Loved You Sleep Is Exhausting                              | — | — | — | — | — | Erstveröffentlichung: 29. September 2022                                                    |
| 2022 | Devil in a Dress Sleep is Exhausting                                   | — | — | — | — | — | Erstveröffentlichung: 28. Oktober 2022                                                      |
| 2023 | What More Can I Say I’ve Tried Everything but Therapy (Part 1)         | — | — | — | — | — | Erstveröffentlichung: 5. Mai 2023                                                           |
| 2023 | Lose Control I’ve Tried Everything but Therapy (Part 1)                | DE6 Gold · (77 Wo.)DE | AT5 ×2Doppelplatin · (… Wo.)AT | CH1 ×5Fünffachplatin · (… Wo.)CH | UK2 ×4Vierfachplatin · (… Wo.)UK | US1 ×6Sechsfachplatin · (… Wo.)US | Erstveröffentlichung: 23. Juni 2023 Verkäufe: + 11.613.333                                  |
| 2023 | Some Things I’ll Never Know I’ve Tried Everything but Therapy (Part 1) | — | — | — | UK— SilberUK | — | Erstveröffentlichung: 17. November 2023 Verkäufe: + 200.000; feat. Maren Morris             |
| 2024 | The Door I’ve Tried Everything but Therapy (Part 1)                    | DE68 (16 Wo.)DE | AT44 Gold · (27 Wo.)AT | CH20 Platin · (… Wo.)CH | UK5 ×2Doppelplatin · (35 Wo.)UK | US24 Platin · (25 Wo.)US | Erstveröffentlichung: 14. Juni 2024 Verkäufe: + 3.213.333                                   |
| 2024 | Funeral I’ve Tried Everything but Therapy (Part 2)                     | — | — | — | — | — | Erstveröffentlichung: 12. Juli 2024                                                         |
| 2024 | Bad Dreams I’ve Tried Everything but Therapy (Part 2)                  | DE13 (… Wo.)DE | AT27 Gold · (28 Wo.)AT | CH14 Platin · (… Wo.)CH | UK6 Platin · (… Wo.)UK | US30 Gold · (24 Wo.)US | Erstveröffentlichung: 13. September 2024 Verkäufe: + 1.910.000                              |
| 2024 | Georgia Ways –                                                         | — | — | — | — | — | Erstveröffentlichung: 6. Dezember 2024 mit Luke Bryan & Quavo                               |
| 2025 | Are You Even Real I’ve Tried Everything but Therapy (Part 2)           | — | — | — | — | US59 (14 Wo.)US | Erstveröffentlichung: 10. Januar 2025 feat. Giveon                                          |
| 2025 | Guilty I’ve Tried Everything but Therapy (Part 2)                      | — | — | — | — | — | Erstveröffentlichung: 24. Januar 2025                                                       |
| 2025 | God Went Crazy I’ve Tried Everything but Therapy (Complete Edition)    | — | — | — | — | — | Erstveröffentlichung: 6. Juni 2025                                                          |
| 2025 | All Gas No Brakes I’ve Tried Everything but Therapy (Complete Edition) | — | — | — | — | — | Erstveröffentlichung: 20. Juni 2025 feat. BigXthaPlug                                       |

### Als Gastmusiker
| Jahr | Titel Album                               | Höchstplatzierung, Gesamtwochen, AuszeichnungChartplatzierungen (Jahr, Titel, Album, Platzierungen, Wochen, Auszeichnungen, Anmerkungen) | Höchstplatzierung, Gesamtwochen, AuszeichnungChartplatzierungen (Jahr, Titel, Album, Platzierungen, Wochen, Auszeichnungen, Anmerkungen) | Höchstplatzierung, Gesamtwochen, AuszeichnungChartplatzierungen (Jahr, Titel, Album, Platzierungen, Wochen, Auszeichnungen, Anmerkungen) | Höchstplatzierung, Gesamtwochen, AuszeichnungChartplatzierungen (Jahr, Titel, Album, Platzierungen, Wochen, Auszeichnungen, Anmerkungen) | Höchstplatzierung, Gesamtwochen, AuszeichnungChartplatzierungen (Jahr, Titel, Album, Platzierungen, Wochen, Auszeichnungen, Anmerkungen) | Anmerkungen                                                                                 |
| Jahr | Titel Album                               | DE | AT | CH | UK | US | Anmerkungen                                                                                 |
| ---- | ----------------------------------------- | --- | --- | --- | --- | --- | ------------------------------------------------------------------------------------------- |
| 2022 | Loveless –                                | — | — | — | — | — | Erstveröffentlichung: 25. März 2022 Telykast feat. Teddy Swims                              |
| 2022 | Elephant in the Room This Is the Heavy    | — | — | — | — | — | Erstveröffentlichung: 29. April 2022 Mitchell Tenpenny feat. Teddy Swims                    |
| 2022 | Bad for Me Takin’ It Back                 | — | — | — | — | — | Erstveröffentlichung: 24. Juni 2022 Meghan Trainor feat. Teddy Swims                        |
| 2022 | Better –                                  | — | — | — | UK89 (1 Wo.)UK | — | Erstveröffentlichung: 15. Juli 2022 Burns & MK feat. Teddy Swims                            |
| 2022 | All That Really Matters Illenium          | — | — | — | UK— SilberUK | — | Erstveröffentlichung: 29. Juli 2022 Verkäufe: + 200.000; Illenium feat. Teddy Swims         |
| 2022 | Only Love Can Hurt Like This –            | — | — | — | — | — | Erstveröffentlichung: 23. September 2022 Paloma Faith feat. Teddy Swims                     |
| 2023 | Eay to Love Love for the Beat             | — | — | — | — | — | Erstveröffentlichung: 6. Januar 2023 Matoma feat. Armin van Buuren & Teddy Swims            |
| 2023 | Face Myself –                             | — | — | — | — | — | Erstveröffentlichung: 17. März 2023 Elley Duhé feat. Teddy Swims                            |
| 2023 | Happy People –                            | — | — | — | — | — | Erstveröffentlichung: 24. Mai 2023 X Ambassadors feat. Jac Ross & Teddy Swims               |
| 2024 | Dirty That Ain’t the Man That’s the Devil | — | — | — | — | US79 (1 Wo.)US | Erstveröffentlichung: 1. August 2024 Jessie Murph feat. Teddy Swims                         |
| 2024 | Somethin’ ‘Bout a Woman –                 | — | — | — | — | US65 Gold · (6 Wo.)US | Erstveröffentlichung: 15. November 2024 Verkäufe: + 500.000; Thomas Rhett feat. Teddy Swims |
| 2025 | Sometimes Gotti B                         | — | — | — | — | — | Erstveröffentlichung: 5. März 2025 Tiago PZK feat. Teddy Swims                              |

## Musikvideos
| Jahr | Titel                   | Regie                        |
| ---- | ----------------------- | ---------------------------- |
| 2020 | Picky                   | Kevin Johnson                |
| 2020 | Broke                   | Joel Chivington              |
| 2022 | Bad for Me              | Thom Kerr                    |
| 2022 | All That Really Matters | P.R. Brown                   |
| 2022 | Someone Who Loved You   | Azzie Scott                  |
| 2024 | The Door                | Blythe Thomas                |
| 2024 | Bad Dreams              | Orie McGinness               |
| 2025 | Are You Even Real       | Cameron Dean                 |
| 2025 | Guilty                  | Soren Harrison, Amir Hossain |

## Promoveröffentlichungen
| Jahr | Titel Album                                              | Anmerkungen                                                       |
| ---- | -------------------------------------------------------- | ----------------------------------------------------------------- |
| 2025 | Black & White I’ve Tried Everything but Therapy (Part 2) | Erstveröffentlichung: 23. Januar 2025 feat. Muni Long             |
| 2025 | She Got It I’ve Tried Everything but Therapy (Part 2)    | Erstveröffentlichung: 23. Januar 2025 feat. Coco Jones & GloRilla |

## Sonderveröffentlichungen
| Jahr | Titel Album                               | Anmerkungen                                                                         |
| ---- | ----------------------------------------- | ----------------------------------------------------------------------------------- |
| 2022 | Free Them Luxury Disease                  | Erstveröffentlichung: 9. September 2022 One Ok Rock feat. Teddy Swims               |
| 2022 | Elephant in the Room This Is the Heavy    | Erstveröffentlichung: 16. September 2022 Mitchell Tenpenny feat. Teddy Swims        |
| 2022 | Bad for Me Takin’ It Back                 | Erstveröffentlichung: 21. Oktober 2022 Meghan Trainor feat. Teddy Swims             |
| 2023 | New Religion Tell Me I’m Alive            | Erstveröffentlichung: 17. März 2023 All Time Low feat. Teddy Swims                  |
| 2023 | All That Really Matters Illenium          | Erstveröffentlichung: 28. April 2023 Illenium feat. Teddy Swims                     |
| 2023 | Eay to Love Love for the Beat             | Erstveröffentlichung: 21. November 2023 Matoma feat. Armin van Buuren & Teddy Swims |
| 2024 | Blame Algorithm                           | Erstveröffentlichung: 28. Juni 2024 Lucky Daye feat. Teddy Swims                    |
| 2024 | Ever You’re Gone Stampede                 | Erstveröffentlichung: 2. August 2024 Orville Peck feat. Teddy Swims                 |
| 2024 | Dirty That Ain’t the Man That’s the Devil | Erstveröffentlichung: 6. September 2024 Jessie Murph feat. Teddy Swims              |
| 2025 | Sometimes Gotti B                         | Erstveröffentlichung: 6. März 2025 Tiago PZK feat. Teddy Swims                      |

| Jahr | Titel Album                                                      | Anmerkungen                           |
| ---- | ---------------------------------------------------------------- | ------------------------------------- |
| 2024 | Cruel Summer (Live at Radio 1 Live Lounge) Radio 1’s Live Lounge | Erstveröffentlichung: 11. Januar 2024 |
| 2024 | Lose Control (Live at Radio 1 Live Lounge) Radio 1’s Live Lounge | Erstveröffentlichung: 11. Januar 2024 |

## Statistik

### Chartauswertung
|                     | DE    | AT    | CH    | UK    | US    |
| ------------------- | ----- | ----- | ----- | ----- | ----- |
| Nummer-eins-Alben   | DE—DE | AT—AT | CH—CH | UK—UK | US—US |
| Top-10-Alben        | DE1DE | AT1AT | CH1CH | UK1UK | US1US |
| Alben in den Charts | DE2DE | AT2AT | CH2CH | UK3UK | US4US |

|                       | DE    | AT    | CH    | UK    | US    |
| --------------------- | ----- | ----- | ----- | ----- | ----- |
| Nummer-eins-Singles   | DE—DE | AT—AT | CH1CH | UK—UK | US1US |
| Top-10-Singles        | DE1DE | AT1AT | CH1CH | UK3UK | US1US |
| Singles in den Charts | DE3DE | AT3AT | CH3CH | UK4UK | US6US |

### Auszeichnungen für Musikverkäufe
| Goldene Schallplatte - Belgien - 2024: für das Album I’ve Tried Everything but Therapy (Part 1) - Dänemark - 2025: für die Single The Door - 2025: für die Single Bad Dreams - Italien - 2025: für das Album I’ve Tried Everything but Therapy (Part 1) - Polen - 2024: für das Lied Lose Control (Live) - Spanien - 2025: für die Single Bad Dreams Platin-Schallplatte - Belgien - 2024: für die Single Lose Control - Dänemark - 2024: für das Album I’ve Tried Everything but Therapy (Part 1) - Frankreich - 2025: für das Album I’ve Tried Everything but Therapy (Part 1) - 2025: für die Single Bad Dreams - Italien - 2024: für die Single Lose Control - Kanada - 2025: für die Single Bad Dreams - Neuseeland - 2025: für die Single Bad Dreams - Niederlande - 2025: für die Single The Door - 2025: für die Single Bad Dreams - 2025: für das Album I’ve Tried Everything but Therapy (Part 1) - Polen - 2024: für die Single The Door - 2024: für die Single Bad Dreams - Spanien - 2025: für die Single The Door | 2× Platin-Schallplatte - Australien - 2025: für die Single The Door - 2025: für die Single Bad Dreams - Dänemark - 2025: für die Single Lose Control - Kanada - 2025: für das Album I’ve Tried Everything but Therapy (Part 1) - Neuseeland - 2025: für die Single The Door - 2025: für das Album I’ve Tried Everything but Therapy (Part 1) - Portugal - 2025: für die Single Bad Dreams 3× Platin-Schallplatte - Kanada - 2025: für die Single The Door - Portugal - 2025: für die Single The Door - Spanien - 2025: für die Single Lose Control 4× Platin-Schallplatte - Polen - 2024: für die Single Lose Control 7× Platin-Schallplatte - Australien - 2024: für die Single Lose Control - Portugal - 2025: für die Single Lose Control 8× Platin-Schallplatte - Neuseeland - 2025: für die Single Lose Control Diamantene Schallplatte - Frankreich - 2024: für die Single Lose Control - 2025: für die Single The Door - Kanada - 2025: für die Single Lose Control - Niederlande - 2025: für die Single Lose Control |

Anmerkung: Auszeichnungen in Ländern aus den Charttabellen bzw. Chartboxen sind in ebendiesen zu finden.
| Land/RegionAuszeichnungen für Musikverkäufe (Land/Region, Auszeichnungen, Verkäufe, Quellen) | Silber     | Gold       | Platin       | Diamant     | Verkäufe  | Quellen              |
| -------------------------------------------------------------------------------------------- | ---------- | ---------- | ------------ | ----------- | --------- | -------------------- |
| Australien (ARIA)                                                                            | —          | —          | 11× Platin11 | —           | 770.000   | aria.com.au          |
| Belgien (BRMA)                                                                               | —          | Gold1      | Platin1      | —           | 50.000    | ultratop.be          |
| Dänemark (IFPI)                                                                              | —          | 2× Gold2   | 3× Platin3   | —           | 290.000   | ifpi.dk              |
| Deutschland (BVMI)                                                                           | —          | Gold1      | —            | —           | 300.000   | musikindustrie.de    |
| Frankreich (SNEP)                                                                            | —          | —          | 2× Platin2   | 2× Diamant2 | 966.666   | snepmusique.com      |
| Italien (FIMI)                                                                               | —          | Gold1      | Platin1      | —           | 125.000   | fimi.it              |
| Kanada (MC)                                                                                  | —          | —          | 6× Platin6   | Diamant1    | 1.280.000 | musiccanada.com      |
| Neuseeland (RMNZ)                                                                            | —          | —          | 13× Platin13 | —           | 360.000   | radioscope.co.nz NZ2 |
| Niederlande (NVPI)                                                                           | —          | —          | 3× Platin3   | Diamant1    | 410.000   | nvpi.nl              |
| Österreich (IFPI)                                                                            | —          | 2× Gold2   | 2× Platin2   | —           | 90.000    | ifpi.at              |
| Polen (ZPAV)                                                                                 | —          | Gold1      | 6× Platin6   | —           | 325.000   | olis.pl              |
| Portugal (AFP)                                                                               | —          | —          | 12× Platin12 | —           | 120.000   | Einzelnachweise      |
| Schweiz (IFPI)                                                                               | —          | —          | 7× Platin7   | —           | 160.000   | hitparade.ch         |
| Spanien (Promusicae)                                                                         | —          | Gold1      | 4× Platin4   | —           | 270.000   | elportaldemusica.es  |
| Vereinigte Staaten (RIAA)                                                                    | —          | 4× Gold4   | 7× Platin7   | —           | 9.000.000 | riaa.com             |
| Vereinigtes Königreich (BPI)                                                                 | 3× Silber3 | Gold1      | 7× Platin7   | —           | 4.760.000 | bpi.co.uk            |
| Insgesamt                                                                                    | 3× Silber3 | 15× Gold15 | 85× Platin85 | 4× Diamant4 |           |                      |